# قائد (رتبة إدارية)
قائد أو القايد هي رتبة إدارية تاريخية في دول المغرب العربي. كانت مستعملة في تونس قبل 1956 ولا تزال مستعملة في المغرب.

## في تونس
القايد رتبة إدارية كانت مستعملة في تونس قبل 1956 وصاحبها يعين على رأس قيادة أو عمالة أو عمل ولذلك كان يسمى أيضا عامل. وكانت البلاد التونسية خلال الفترة الاستعمارية مقسمة إلى 36 قيادة.

## في المغرب
كانت رتبة القايد في الدول المغربية، قبل القرن التاسع عشر، مرادفة لممثل السلطان على مناطق جغرافية واسعة أو على قبائل معينة. كانت رتبة عسكرية بالدرجة الأولى إلا أنها كانت تشمل أيضا مهام جباية الضرائب والشرطة والنظام العام. بعد الاستقلال، استحدث إطار القواد (جمع قايد) كمستوى سلطة ترابية يقوم مقام السلطة التنفيذية في مجال نفوذه ولديه سلطة مراقبة ووصاية على المجالس المنتخبة الجماعية.